# Le ricette della signora Toku
(Appello dei lebbrosi in quarantena.)
Le ricette della signora Toku (あん?, An, lett. "Pasta di fagioli dolce") è un film del 2015 scritto e diretto da Naomi Kawase, basato sull'omonimo romanzo di Durian Sukegawa. Il film è stato scelto per aprire la sezione Un Certain Regard al Festival di Cannes 2015. La pellicola è stata inoltre presentata nella sezione Contemporary World Cinema del Toronto International Film Festival 2015.
È una storia di lealtà, amicizia, un vero e proprio inno alla semplicità. Il film è stato tratto dal libro Le ricette della signora Tokue.

## Trama
Sentaro è un solitario e riservato venditore di dorayaki, piccoli dolcetti giapponesi composti da due dischi di Pan di Spagna al cui interno viene inserito un ripieno di marmellata di fagioli dolci, il cui piccolo negozio nella periferia di Tokyo è frequentato assiduamente da pochi e soliti avventori, tra cui la giovane Wakana. Un giorno, una vecchietta si presenta nel negozio, chiedendo di essere assunta come aiuto cuoco. Sentaro, causa l'età della donna e avendo essa confessato di avere alcuni problemi alle mani e alle dita, rifiuta ma, dopo aver assaggiato il suo anko e avendolo trovato delizioso, decide di assumerla. Fin da subito, grazie al passaparola, la gente comincia ad accorrere al piccolo chiosco facendo, per la prima volta in molti anni, volare gli affari alle stelle. Intanto Toku, la vecchietta, insegna a Sentaro a fare un buon anko, rivelandogli che il segreto è "ascoltare" e "rispettare" i fagioli azuki, accogliendoli nel nuovo ambiente con delicatezza.
Poco tempo dopo, però, la proprietaria del negozio, affittato a Sentaro, impone all'uomo di allontanare la vecchietta. Essa infatti sarebbe affetta da lebbra e la voce di ciò si starebbe già diffondendo per tutta la città. Sentaro, però, decide di ignorare l'avvertimento e continuare a far lavorare Toku. A poco a poco, però, i clienti cominciano a rarefarsi, fino a sparire del tutto. Toku, comprendendo la situazione, si licenzia, rivelando la sua storia a Sentaro attraverso una commovente lettera, dove condanna il pregiudizio degli uomini verso i diversi (ormai infatti nel suo stadio la malattia non è più contagiosa) e dove dice che ormai si è rassegnata ad essere isolata dalla società e vivere tutta la sua vita in un sanatorio. Sentaro le confessa di essere stato anche lui allontanato dalla società dopo aver commesso un grave crimine e di lavorare nel chiosco per pagare i debiti che lo affliggono.
Intanto Wakana confessa di aver detto solo a sua madre delle mani malate di Toku e Santaro dice che la voce sulla malattia si è diffusa rapidamente e che la colpa è soprattutto sua che non ha protetto l'anziana abbastanza. Wakana allora propone di andare con Sentaro a trovarla nel sanatorio. Qui i due scoprono che gli internati, nonostante i pregiudizi e la malattia, sono felici e innocui e fanno conoscenza di molti amici di Toku che, come lei, hanno passato tutta la loro vita rinchiusi in istituti ospedalieri. Sentaro, rincuorato dalle parole di Toku, decide di andare avanti con il negozio assumendo Wakana al posto della donna. Quando però la proprietaria del chiosco decide di ampliarlo e di affiancare a Sentaro il nipote viziato aspirante cuoco, l'uomo cade di nuovo in depressione. Esortato da Wakana, decide di visitare un'altra volta Toku, scoprendo, però, che la donna è morta tre giorni prima a causa di una polmonite. Toku ha però lasciato loro un ultimo insegnamento attraverso un registratore, dove li esorta a non vivere oppressi e infelici ma a cercare di essere loro stessi e a non badare ai giudizi degli altri. Sentaro, quindi, si licenzia dal chiosco e comincia a vendere i dorayaki in un parco, questa volta con il sorriso sul volto.